# 迈赫迪·贝纳蒂亚
迈赫迪·贝纳蒂亚（阿拉伯语：المهدي بنعطية，1987年4月17日—），是一名出生于法国的摩洛哥足球运动员，司职中后卫。

## 俱乐部生涯
贝纳蒂亚出自馬賽的青训体系，但他并未能代表马赛在联赛中出场，先后被租借到杜亚斯和洛里昂锻炼。2008年，他转会加盟法乙球队克莱蒙特。2010年2月3日，意大利足球甲级联赛球队乌迪内斯宣布和贝纳蒂亚签约，他在当年夏季正式加盟乌迪内斯。 2013年7月5日，他以1350万欧元的身价加盟另一支意甲球队羅馬。

## 国家队生涯
贝纳蒂亚出生在法国，他的父亲是摩洛哥人，母亲来自阿尔及利亚， 因此他可以选择为这三个国家的足球队出战。他在2005年曾代表法国U18国家队出场比赛，之后选择加入摩洛哥U20国家队。
2008年11月19日，贝纳蒂亚在摩洛哥和赞比亚的友谊赛中替补约瑟夫·拉比出场，上演成年国家队的首秀。2011年6月4日，他在2012年非洲國家盃预选赛射进国家队首球，帮助摩洛哥4比0击败阿尔及利亚。